# 派利塔斯
派利塔斯是哥倫比亞的城鎮，位於該國東北部，由塞薩爾省負責管轄，距離首府巴耶杜帕爾226公里，始建於1941年3月4日，面積512平方公里，海拔高度77米，2005年人口14,871。

## 外部連姞
- （西班牙文） Pailitas official website

8°58′N 73°38′W / 8.967°N 73.633°W